# تیم ملی والیبال زنان دانمارک
تیم ملی والیبال زنان دانمارک (انگلیسی: Denmark women's national volleyball team) تیم ملی والیبال مختص زنان دانمارکی است که به عنوان نماینده دانمارک در رقابت‌های رسمی و دوستانه با حریفان به رقابت می‌پردازند.